# Moissy-Cramayel
Moissy-Cramayel là một xã trong vùng hành chính Île-de-France, thuộc tỉnh Seine-et-Marne, quận de Melun, tổng Combs-la-Ville. Tọa độ địa lý của xã là 48° 37' vĩ độ bắc, 02° 37' kinh độ đông. Moissy-Cramayel nằm trên độ cao trung bình là 60 mét trên mực nước biển, có điểm thấp nhất là 40 mét và điểm cao nhất là 80 mét. Xã có diện tích 14,29 km², dân số vào thời điểm 2004 là 16378 người; mật độ dân số là 1001 người/km².

## Thông tin nhân khẩu
| 1970  | 1980  | 1990   | 2000   | 2004   |
| ----- | ----- | ------ | ------ | ------ |
| 2 600 | 4 000 | 12 800 | 14 969 | 16 375 |

## Các thành phố kết nghĩa
- Rosenfeld, Đức
- Roso, Mauritanie
- Buşteni, România

## Địa điểm tham quan
- Lâu đài Lugny (Moissy-Cramayel) từ thế kỉ thứ 14.